# State of Decay
State of Decay è un CD singolo della band tedesca Melodic death metal Deadlock. Il singolo, pubblicato da parte della Lifeforce Records, ha preceduto l'uscita dell'album Bizarro World ed è composto dalla canzone State of Decay e da due remix, uno dello stesso singolo e uno di Virus Jones.

## Tracce
1. State of Decay - 03.43
2. State of Decay (Sun Project Remix) - 04.20
3. Virus Jones (Trickpop Remix) - 04.12